# Anartia luteipicta
Anartia luteipicta är en fjärilsart som beskrevs av Hans Fruhstorfer 1907. Anartia luteipicta ingår i släktet Anartia och familjen praktfjärilar. Inga underarter finns listade i Catalogue of Life.